# 1938년
1938년은 토요일로 시작하는 평년이다.

## 연호
- 대한민국 임시정부(大韓民國 臨時政府) 대한민국(大韓民國) 20년
- 중화민국(中華民國) 민국(民國) 27년
- 만주국(滿州國) 강덕(康德) 5년
- 일본(日本) 쇼와(昭和) 13년
- 응우옌 왕조(阮朝) 바오다이(保大) 13년

## 기년
- 만주국(滿洲國) 강덕제(康德帝) 7년
- 응우옌 왕조(阮朝) 보대제(保大帝) 13년

## 사건
- 1월 4일 - 채만식, 장편 <탁류>를 <조선일보> 연재 시작
- 1월 8일 - 조선임시비료배급통제령 공포
- 1월 15일 - 일본 육군성이 조선에 지원병제도 실시계획을 발표하였다.
- 2월 - 조선에 중일전쟁 특별세를 4월 1일부터 적용하기로 결정
- 2월 3일 - 평양신학교 교사 박형룡 외 학생 7명이 신사 참배 반대혐의로 검거되었다.
- 2월 9일 - 평안북도장로회, 최초로 신사 참배를 국가의식으로 인정
- 2월 20일 - 한국환상곡, 더블린에서 초연되다.
- 2월 26일 - 조선육군지원병령 공포
- 3월 4일 - 조선교육령 개정 공포
- 3월 8일 - 경인지역에서 국민방공훈련이 실시되었다.
- 3월 13일 -  나치독일, 오스트리아 합병.
- 4월 - 광산전문학교 설립.
- 3월 31일 - 평양의 숭의학교와 숭실학교, 신사 참배를 거부하고 폐교
- 4월 1일 - 일본 제국이 국가 총동원법을 공표하였다.
- 4월 9일 - 김재훈, 경성음악전문학교 설립
- 4월 19일 - 조선총독부, 각 도의 중등학교 조선어 시간을 수학과 실험으로 대치시킬 것을 지시
- 5월 - 경성여자의학전문학교 설립, 광주비행장 완공
- 5월 7일 - 대한민국 임시정부 요인이 창사 난무청에서 회합 중에 조선혁명당원 이운한의 저격을 받아 현익철 사망.
- 5월 10일 - 일본, 국가총동원법의 조선 적용 공포
- 5월 31일 - 조선총독부, 각종 토목 공사에 부인동원령 시달
- 6월 13일 - 조선총독부, 학교근로보국대 구성 지시
- 6월 26일 - 조선 정무총감, 각 도지사에게 근로보국대의 조직을 지시
- 6월 29일 - 조선 전역에서 방공훈련 실시
- 7월 1일
  - 대구-영천 간 철도 운행 개시
  - 국민정신총동원조선연맹 창립
- 7월 14일 - 경기도가 중학생 6,000여명을 매일 6시간씩 근로보국 실시키로 결정
- 7월 19일
  - 현진건, 장편 <무영탑>을 <동아일보>에 연재 개시
  - 문세영, <조선어사전> 간행
- 7월 23일 - 조선총독부, 교원과 관공리 12만 명에게 제복 착용 지시
- 8월 19일 - 중국 국민당 장제스, 중국 내 16개 공산계 단체에 해산명령.
- 9월 10일 - 조선장로교총회, 신사참배 결의
- 9월 29일 - 나치독일·이탈리아 왕국·영국·프랑스 등 유럽 4개국 정부수반, 체코슬로바키아 문제로 뮌헨 회담 개최.
- 9월 27일 -영국, 큐나드 라인 세계최대여객선 퀸엘리자베스호 진수
- 9월 30일 - 뮌헨 협정 체결.
- 10월 - 덕수궁미술관이 개관되었다.
- 10월 10일 - 조선의용대 조직
- 10월 16일 - 대한민국 임시정부, 광둥에서 광시성 류저우로 본부 이전
- 10월 24일 - 조선에 해상방공연습 개시로 서해 일대에 등화관제 실시
- 11월 2일: 제1차 빈 중재: 체코슬로바키아의 남부 슬로바키아 지방과 남부 카르파티아 루테니아 지방이 헝가리의 영토로 편입되었다.
- 11월 9일 - 독일에서 '수정의 밤 사건' 일어남.
- 11월 26일 - 소련-폴란드 불가침조약 갱신.
- 12월 15일 - 조선등화관제규칙 공포
- 12월 12일 - 진주약령시 설치되었다.
- Ŗ이 라트비아어 문자에서 제외되었다.

## 문화
- 3월 22일 - 삼성그룹의 전신 삼성상회 설립.
- 6월 4일 ~ 6월 19일 - 제3회 제3회 FIFA 월드컵이 프랑스에서 열리다.
- 7월 27일 - 서울 시장에서 가격표를 붙인 상품 등장.
- 8월 29일 - 토론토 피어슨 국제공항 개항.
- 10월 25일 - 조선은행, 100원권 지폐 새로 발행.

## 탄생

### 1월
- 1월 2일
  - 대한민국의 전 국무총리 고건.
  - 미국의 컴퓨터 과학자 린 콘웨이. (~2024년)
- 1월 3일 - 미국의 배우 톰 바우어. (~2024년)
- 1월 4일
  - 대한민국의 기타리스트 신중현.
  - 대한민국의 정치인 박재욱. (~2025년)
- 1월 5일
  - 대한민국의 정치인 박양수. (~2024년)
  - 스페인의 국왕 후안 카를로스 1세.
  - 케냐의 작가 응구기 와 티옹오.
- 1월 6일 - 대한민국의 배우, 성우 김영옥.
- 1월 9일 - 일본의 영화감독 오바야시 노부히코. (~2020년)
- 1월 10일
  - 대한민국의 교수 백낙청.
  - 미국의 컴퓨터 과학자 도널드 커누스.
  - 미국의 야구 선수 윌리 맥코비. (~2018년)
- 1월 14일
  - 일본의 정치인 호소카와 모리히로.
  - 미국의 가수 잭 존스. (~2024년)
- 1월 15일 - 대한민국의 정치인 유한열.
- 1월 18일 - 영국의 사회학자 앤서니 기든스.
- 1월 20일 - 대한민국의 정치인 강우혁.
- 1월 21일
  - 뉴질랜드의 정치인 짐 앤더튼. (~2018년)
  - 영국의 배우 존 사비던트. (~2024년)
- 1월 24일 - 대한민국의 가수 겸 배우 모니카 유.
- 1월 25일
  - 대한민국의 시인 이운룡. (~2022년)
  - 일본의 만화가 마쓰모토 레이지. (~2023년)
- 1월 28일 - 대한민국의 가수 현미. (~2023년)
- 1월 30일 - 대한민국의 언론인 류근일.
- 1월 31일 - 네덜란드의 현재 여왕 베아트릭스 여왕.

### 2월
- 2월 2일
  - 미국의 배우 보 홉킨스. (~2022년)
  - 소말리아의 외교관, 정치인 누르 하산 후세인. (~2020년)
- 2월 3일 - 인도의 배우 와히다 레흐만.
- 2월 6일
  - 대한민국의 정치인 김충수. (~2022년)
  - 대한민국의 목사, 목회자 김홍도. (~2020년)
  - 대한제국 황실의 후손 이갑. (~2014년)
- 2월 14일 - 스페인의 축구 선수, 축구 감독 프란시스코 가르시아 고메스. (~2024년)
- 2월 15일 - 대한민국의 변호사, 법조인, 정치인 김수. (~1995년)
- 2월 16일 - 중화인민공화국의 정치인 우구이셴. (~2025년)
- 2월 24일 - 대한민국의 사회학자 박영신.
- 2월 28일 - 대한민국의 가수 패티 김.

### 3월
- 3월 4일 - 기니의 대통령 알파 콩데.
- 3월 5일 - 미국의 생물학자 린 마굴리스. (~2011년)
- 3월 6일 - 대한민국의 작가 임충. (~2017년)
- 3월 7일
  - 대한민국의 기업인 정문술. (~2024년)
  - 미국의 생물학자 데이비드 볼티모어.
- 3월 10일 - 튀르키예의 레슬링 선수 카즘 아이바즈.(~2020년)
- 3월 12일 - 대한민국의 기업인 방대룡. (~1983년)
- 3월 14일 - 대한민국의 시인 임지현.
- 3월 15일
  - 대한민국의 영화 제작자 이태원. (~2021년)
  - 대한민국의 기업인 정재은.
  - 미국의 대수기하학자 로빈 하츠혼.
- 3월 19일 - 대한민국의 미술가 하태진. (~2024년)
- 3월 20일 - 러시아의 수학자 세르게이 노비코프.
- 3월 21일 - 대한민국의 전직 목사, 경찰 이근안.
- 3월 24일 - 대한민국의 방송 프로듀서 출신 정치인 조남호. (~2024년)
- 3월 26일 - 체코의 배우, 정치인 야나 흐라바초바. (~2024년)
- 3월 28일 - 미국의 농구 선수, 지도자 제리 웨스트. (~2024년)

### 4월
- 4월 1일
  - 대한민국의 천주교 성직자 조비오. (~2016년)
  - 일본의 야구 선수 곤도 아키히토. (~2019년)
- 4월 4일
  - 대한민국의 종교학자, 정치인 신정일. (~1999년)
  - 대한민국의 바둑기사 정창현. (~1983년)
- 4월 8일 - 가나의 정치인, 유엔 사무총장 코피 아난. (~2018년)
- 4월 13일 - 대한민국의 정치인 박명환.
- 4월 14일 - 대한민국의 언론인 이현구.
- 4월 15일 - 이탈리아의 배우 클라우디아 카르디날레.
- 4월 19일 - 대한민국의 기업인 정몽구.
- 4월 22일
  - 대한민국의 언론인 남시욱. (~2025년)
  - 미국의 정치인 밥 카셸. (~2020년)
- 4월 24일 - 조선민주주의인민공화국의 정치인 김양건. (~2015년)
- 4월 26일
  - 대한민국의 정치인 이석용. (~2013년)
  - 미국의 기타리스트 듀언 에디. (~2024년)
  - 이탈리아의 권투인 니노 벤베누티. (~2025년)

### 5월
- 5월 5일
  - 폴란드의 영화 감독 예지 스콜리모프스키.
  - 대한민국의 배우 정욱.
- 5월 7일
  - 대한민국의 정치인 최수환. (~2023년)
  - 대한민국의 기업인 겸 언론인 국회의원 심상우. (~1983년)
- 5월 12일 - 아제르바이잔의 제1대 대통령 아야즈 뮈탤리보프. (~2022년)
- 5월 20일 - 독일의 배우 라이너 바제도. (~2022년)
- 5월 22일 - 대한민국의 정치인 문동신. (~2023년)
- 5월 25일 - 대한민국의 성우 겸 배우 남일우. (~2024년)

### 6월
- 6월 1일 - 대한민국의 기업인 박찬주.
- 6월 2일 - 대한민국의 정치인 노태극. (~2025년)
- 6월 21일 - 미국의 배우 론 엘리. (~2024년)
- 6월 25일 - 대한민국의 목사 김기동. (~2022년)

### 7월
- 7월 1일 - 대한민국의 정치인 심완구. (~2020년)
- 7월 2일 - 대한민국의 노동부 장관, 출신 정치인 유용태.
- 7월 3일 - 대한민국의 군인 겸 정치인 김진영.
- 7월 4일
  - 대한민국의 정치인 홍성우. (~2022년)
  - 미국의 히피 운동가 제리 루빈. (~1994년)
  - 일본의 전 축구 선수 미야모토 마사카쓰. (~2002년)
- 7월 9일
  - 대한민국의 기업인 이준용.
  - 미국의 영화배우 브라이언 데너히. (~2020년)
- 7월 12일 - 대한민국의 사학자 한영우. (~2023년)
- 7월 13일 - 독일의 배우, 영화감독 미하엘 페어회벤. (~2024년)
- 7월 17일 - 대한민국의 연출감독 장형일. (~2013년)
- 7월 18일 - 네덜란드의 영화 감독 파울 페르후번.
- 7월 19일 - 인도의 천체물리학자 자얀트 나를리카르. (~2025년)
- 7월 20일
  - 대한민국의 교육인 이홍하.
  - 미국의 배우 내털리 우드. (~1981년)
  - 영국의 축구 선수 로저 헌트. (~2021년)
- 7월 22일 - 리투아니아의 권투 선수 리차르다스 타물리스. (~2008년)
- 7월 23일 - 미국의 배우, 싱어송라이터 로니 콕스.
- 7월 24일 - 대한민국의 정치인 박명서. (~2024년)
- 7월 26일 - 대한민국의 가수 겸 영화배우 김상범. (~2004년)
- 7월 28일
  - 대한민국의 교육 행정가 이기준.
  - 스페인의 전 축구 선수, 현 축구 감독 루이스 아라고네스. (~2014년)
  - 페루의 제 45대 대통령, 알베르토 후지모리.
- 7월 29일 - 미국의 저널리스트, 뉴스 앵커 피터 제닝스. (~2005년)

### 8월
- 8월 4일 - 북제주군의 마지막 군수 신철주. (~2005년)
- 8월 9일
  - 대한민국의 정치인 박희태.
  - 노르웨이 가수 오드 뵈레 쇠렌센.
- 8월 14일 - 대한민국의 성우 임종국. (~2019년)
- 8월 16일 - 헝가리의 근대5종 선수 벌초 언드라시.
- 8월 17일 - 미국의 예술가 트리나 로빈스.
- 8월 19일 - 미국의 정치인, 필라델피아의 첫 흑인 시장 윌슨 구드.
- 8월 21일 - 미국의 싱어송라이터,배우 케니 로저스.
- 8월 25일 - 영국의 소설가 프레더릭 포사이스.
- 8월 26일 - 이탈리아의 자동차 디자이너 마르첼로 간디니. (~2024년)
- 8월 29일 - 만주국 태생의 대한민국 남자 가수 겸 뮤지컬 배우 자니 리.

### 9월
- 9월 1일
  - 대한민국의 정치인 황교선. (~2022년)
  - 대한민국의 정치인 이상희. (~2023년)
  - 미국의 배우 릴리 톰린.
- 9월 2일 - 일본의 작가, 작사가 나카니시 레이. (~2020년)
- 9월 4일 - 대한민국의 기업인, 정치인 윤석민. (~2023년)
- 9월 5일 - 중화인민공화국의 영화 감독 쩡장. (~2022년)
- 9월 15일 - 미국의 야구 선수 게일로드 페리. (~2022년)
- 9월 16일 - 대한민국의 정치인 최병렬. (~2022년)
- 9월 23일 - 프랑스의 배우 로미 슈나이더. (~1982년)
- 9월 24일 - 대한민국의 부총리 서석준. (~1983년)
- 9월 25일 - 대한민국의 배우 김지영. (~2017년)
- 9월 27일
  - 대한민국의 만화가 고우영. (~2005년)
  - 영국의 서양고전학자 로빈 코맥.
- 9월 28일 - 미국의 심리학자 리 슐만.
- 9월 30일 - 대한민국의 성우 이완호. (~2019년)

### 10월
- 10월 1일
  - 미국의 배우, 영화 감독 스텔라 스티븐스. (~2023년)
- 10월 1일 ~ 10월 3일 개천절 징검다리 연휴 (3일)
  - 미국의 패션디자이너, 작가 메리 맥패든. (~2024년)
- 10월 5일
  - 대한민국의 연출가 박철. (~2020년)
  - 대한민국의 정치인 박희부. (~2024년)
  - 오스트레일리아의 영화배우 주디 파. (~2023년)
- 10월 9일 - 오스트리아의 대통령 하인츠 피셔.
- 10월 9일 ~ 10월 10일 개천절 징검다리 연휴 (2일)
- 10월 10일
  - 대한민국 의 군인 겸 정치인, 관료 김동진.
  - 소련의 외교관 올레크 고르디옙스키. (~2025년)
- 10월 13일
  - 대한민국의 야구 선수 신용균.
  - 대한민국의 바둑 기사 김재구. (~2021년)
  - 오스트리아의 영화배우 크리스티아네 회르비거. (~2022년)
- 10월 14일
  - 대한민국의 정치인 신경식.
  - 미국의 비행기 조종사 프레드 트럼프 주니어.
- 10월 16일 - 독일의 가수 니코. (~1988년)
- 10월 21일 - 노르웨이의 배우 리브 울만.
- 10월 22일
  - 미국의 기업인 조지 N. 질레트.
  - 미국의 배우 크리스토퍼 로이드.
- 10월 26일 - 대한민국의 야구 선수 김동엽. (~1997년)
- 10월 31일 - 대한민국의 정치인 박상천. (~2015년)

### 11월
- 11월 1일 - 대한민국의 가수 남일해.
- 11월 2일
  - 미국의 가수 제이 블랙.
  - 스페인의 왕비 소피아 마르가리타 빅토리아 프리데리키.
- 11월 3일
  - 대한민국의 배우 전운. (~2005년)
  - 대한민국의 정치인, 제12대 국회의원 김성식.
  - 미국의 극작가 테런스 맥낼리. (~2020년)
- 11월 4일
  - 대한민국의 록 음악 싱어송라이터 신중현.
  - 베네수엘라의 배우 미겔 앙헬 란다.
- 11월 5일 - 아르헨티나의 전 축구 선수, 현 축구 감독 세사르 루이스 메노티.
- 11월 10일 - 대한민국의 정치인 박종우. (~2024년)
- 11월 13일 - 미국의 배우 진 시버그. (~1979년)
- 11월 17일 - 캐나다의 싱어송라이터 고든 라이트풋. (~2023년)
- 11월 18일 - 대한민국의 정치인 안상영. (~2004년)
- 11월 19일 - 미국의 언론 재벌, 기업가 테드 터너.
- 11월 23일
  - 일본의 외교관 아오키 모리히사. (~2024년)
  - 탄자니아의 제3대 대통령 벤저민 음카파. (~2020년)
- 11월 25일 - 대한민국의 아나운서 김동건.
- 11월 26일 - 대한민국의 공무원 김재익. (~1983년)
- 11월 27일 - 대한민국의 동요 작곡가 유병무. (~2020년)
- 11월 28일
  - 대한민국의 사회운동가 오종렬. (~2019년)
  - 대한민국의 정치인 김기수.
- 11월 30일 - 프랑스의 영화 감독 장 외스타슈. (~1981년)

### 12월
- 12월 2일 - 일본의 전 프로 야구 선수, 야구 지도자, 야구 해설가·평론가 곤도 히로시.
- 12월 5일 - 대한민국의 목회자 옥한흠. (~2010년)
- 12월 9일 - 영국의 인도계 영화 감독 워리스 후세인.
- 12월 11일 - 미국의 피아니스트, 연주자 매코이 타이너.
- 12월 12일
  - 미국의 가수 겸 배우 카니 프랜시스.
  - 대한민국의 의사 황연대.
- 12월 13일 - 미국의 농구 선수 거스 존슨. (~1987년)
- 12월 15일 - 대한민국의 배우 박규채. (~2023년)
- 12월 17일
  - 대한민국의 정치인 김일윤.
  - 대한민국의 변호사 최영도. (~2018년)
  - 뉴질랜드의 육상 선수 피터 스넬. (~2019년)
- 12월 18일
  - 대한민국의 정치인 이성호.
  - 미국의 배우 로저 E. 모슬리. (~2022년)
- 12월 23일 - 미국의 컴퓨터 공학자 로버트 칸.
- 12월 25일 ~ 12월 26일 성탄절 징검다리 연휴 (2일)
- 12월 29일
  - 미국의 배우 존 보이트.
  - 영국의 배우 버네사 레드그레이브.

### 미상
- 대한민국의 국악인 김동진. (~1989년)
- 대한민국의 목회자 김진규. (~2006년)
- 대한민국의 노동운동가 박종근. (~2022년)
- 일본의 살인자 센스이 히로시.
- 미국의 가수 잭 존스.
- 미국의 천문학자 제임스 건.
- 대한민국의 학교법인인, 전 대학 총장 김남석.
- 김철호.
- 대한민국의 기업인 김태준. (~2023년)
- 대한민국의 건축가 김태준.
- 대한민국의 언론인 이정희. (~2025년)
- 대한민국의 목사 한혜원. (~2021년)

## 사망

무스타파 케말 아타튀르크

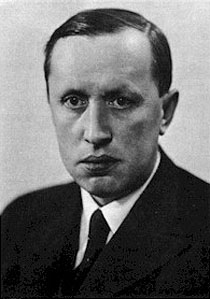
카렐 차페크

- 1월 19일 - 오스트리아의 작가, 인권운동가 로자 마이레더. (1858년~)
- 2월 13일 - 대한민국의 독립운동가 김단야. (1899년~)
- 3월 10일 - 대한민국의 독립운동가, 교육자 안창호. (1878년~)
- 3월 15일 - 소련의 혁명가 니콜라이 부하린. (1988년~)
- 4월 25일
  - 러시아의 비밀경찰 야코프 페테르스. (1886년~)
  - 독일의 법학자 루돌프 슈타믈러. (1856년~)
- 5월 7일 - 대한민국의 독립운동가 현익철. (1890년~)
- 10월 17일 - 독일 사회민주당의 이념가 카를 카우츠키. (1854년~)
- 10월 19일 - 조선의 혁명가 김산. (1905년~)
- 11월 10일 - 터키의 정치인 무스타파 케말 아타튀르크. (1881년~)
- 11월 14일 - 덴마크의 생물학자 한스 크리스티안 그람. (1853년~)
- 12월 25일 - 체코슬로바키아의 작가 카렐 차페크. (1890년~)

## 노벨상
- 문학상: 펄 벅
- 물리학상: 엔리코 페르미
- 생리학 및 의학상:
- 평화상:
- 화학상:

## 달력
| 1월 |    |    |    |    |    |    |
| 일  | 월 | 화 | 수 | 목 | 금 | 토 |
|     |    |    |    |    |    | 1  |
| 2   | 3  | 4  | 5  | 6  | 7  | 8  |
| 9   | 10 | 11 | 12 | 13 | 14 | 15 |
| 16  | 17 | 18 | 19 | 20 | 21 | 22 |
| 23  | 24 | 25 | 26 | 27 | 28 | 29 |
| 30  | 31 |    |    |    |    |    |

| 2월 |    |    |    |    |    |    |
| 일  | 월 | 화 | 수 | 목 | 금 | 토 |
|     |    | 1  | 2  | 3  | 4  | 5  |
| 6   | 7  | 8  | 9  | 10 | 11 | 12 |
| 13  | 14 | 15 | 16 | 17 | 18 | 19 |
| 20  | 21 | 22 | 23 | 24 | 25 | 26 |
| 27  | 28 |    |    |    |    |    |

| 3월 |    |    |    |    |    |    |
| 일  | 월 | 화 | 수 | 목 | 금 | 토 |
|     |    | 1  | 2  | 3  | 4  | 5  |
| 6   | 7  | 8  | 9  | 10 | 11 | 12 |
| 13  | 14 | 15 | 16 | 17 | 18 | 19 |
| 20  | 21 | 22 | 23 | 24 | 25 | 26 |
| 27  | 28 | 29 | 30 | 31 |    |    |

| 4월 |    |    |    |    |    |    |
| 일  | 월 | 화 | 수 | 목 | 금 | 토 |
|     |    |    |    |    | 1  | 2  |
| 3   | 4  | 5  | 6  | 7  | 8  | 9  |
| 10  | 11 | 12 | 13 | 14 | 15 | 16 |
| 17  | 18 | 19 | 20 | 21 | 22 | 23 |
| 24  | 25 | 26 | 27 | 28 | 29 | 30 |

| 5월 |    |    |    |    |    |    |
| 일  | 월 | 화 | 수 | 목 | 금 | 토 |
| 1   | 2  | 3  | 4  | 5  | 6  | 7  |
| 8   | 9  | 10 | 11 | 12 | 13 | 14 |
| 15  | 16 | 17 | 18 | 19 | 20 | 21 |
| 22  | 23 | 24 | 25 | 26 | 27 | 28 |
| 29  | 30 | 31 |    |    |    |    |

| 6월 |    |    |    |    |    |    |
| 일  | 월 | 화 | 수 | 목 | 금 | 토 |
|     |    |    | 1  | 2  | 3  | 4  |
| 5   | 6  | 7  | 8  | 9  | 10 | 11 |
| 12  | 13 | 14 | 15 | 16 | 17 | 18 |
| 19  | 20 | 21 | 22 | 23 | 24 | 25 |
| 26  | 27 | 28 | 29 | 30 |    |    |

| 7월 |    |    |    |    |    |    |
| 일  | 월 | 화 | 수 | 목 | 금 | 토 |
|     |    |    |    |    | 1  | 2  |
| 3   | 4  | 5  | 6  | 7  | 8  | 9  |
| 10  | 11 | 12 | 13 | 14 | 15 | 16 |
| 17  | 18 | 19 | 20 | 21 | 22 | 23 |
| 24  | 25 | 26 | 27 | 28 | 29 | 30 |
| 31  |    |    |    |    |    |    |

| 8월 |    |    |    |    |    |    |
| 일  | 월 | 화 | 수 | 목 | 금 | 토 |
|     | 1  | 2  | 3  | 4  | 5  | 6  |
| 7   | 8  | 9  | 10 | 11 | 12 | 13 |
| 14  | 15 | 16 | 17 | 18 | 19 | 20 |
| 21  | 22 | 23 | 24 | 25 | 26 | 27 |
| 28  | 29 | 30 | 31 |    |    |    |

| 9월 |    |    |    |    |    |    |
| 일  | 월 | 화 | 수 | 목 | 금 | 토 |
|     |    |    |    | 1  | 2  | 3  |
| 4   | 5  | 6  | 7  | 8  | 9  | 10 |
| 11  | 12 | 13 | 14 | 15 | 16 | 17 |
| 18  | 19 | 20 | 21 | 22 | 23 | 24 |
| 25  | 26 | 27 | 28 | 29 | 30 |    |

| 10월 |    |    |    |    |    |    |
| 일   | 월 | 화 | 수 | 목 | 금 | 토 |
|      |    |    |    |    |    | 1  |
| 2    | 3  | 4  | 5  | 6  | 7  | 8  |
| 9    | 10 | 11 | 12 | 13 | 14 | 15 |
| 16   | 17 | 18 | 19 | 20 | 21 | 22 |
| 23   | 24 | 25 | 26 | 27 | 28 | 29 |
| 30   | 31 |    |    |    |    |    |

| 11월 |    |    |    |    |    |    |
| 일   | 월 | 화 | 수 | 목 | 금 | 토 |
|      |    | 1  | 2  | 3  | 4  | 5  |
| 6    | 7  | 8  | 9  | 10 | 11 | 12 |
| 13   | 14 | 15 | 16 | 17 | 18 | 19 |
| 20   | 21 | 22 | 23 | 24 | 25 | 26 |
| 27   | 28 | 29 | 30 |    |    |    |

| 12월 |    |    |    |    |    |    |
| 일   | 월 | 화 | 수 | 목 | 금 | 토 |
|      |    |    |    | 1  | 2  | 3  |
| 4    | 5  | 6  | 7  | 8  | 9  | 10 |
| 11   | 12 | 13 | 14 | 15 | 16 | 17 |
| 18   | 19 | 20 | 21 | 22 | 23 | 24 |
| 25   | 26 | 27 | 28 | 29 | 30 | 31 |

### 음양력 대조 일람
| 음력월 | 월건 | 대소 | 음력 1일의 양력 월일 | 음력 1일 간지 |
| ------ | ---- | ---- | -------------------- | ------------- |
| 1월    | 갑인 | 대   | 1월 31일             | 계해          |
| 2월    | 을묘 | 대   | 3월 2일              | 계사          |
| 3월    | 병진 | 소   | 4월 1일              | 계해          |
| 4월    | 정사 | 소   | 4월 30일             | 임진          |
| 5월    | 무오 | 대   | 5월 29일             | 신유          |
| 6월    | 기미 | 소   | 6월 28일             | 신묘          |
| 7월    | 경신 | 소   | 7월 27일             | 경신          |
| 윤7월  |      | 대   | 8월 25일             | 기축          |
| 8월    | 신유 | 소   | 9월 24일             | 기미          |
| 9월    | 임술 | 대   | 10월 23일            | 무자          |
| 10월   | 계해 | 대   | 11월 22일            | 무오          |
| 11월   | 갑자 | 소   | 12월 22일            | 무자          |
| 12월   | 을축 | 대   | 1939년 1월 20일      | 정사          |